# Macellum (Ostia)
Il Macellum (IV,V,2) è un mercato di epoca romana  che si trovava nella regio IV di Ostia.

## Descrizione
Il Macellum, il mercato principale della città per la compra-vendita di pesce, carne e verdura, si trovava in uno degli incroci più trafficati di Ostia, il crocevia del Castrum. A sud confinava con caseggiato (IV,V,3) e con la domus dell'Aquila (IV,V,8), e con un altro edificio (V,V,7) ad est.
Inizialmente indagato nel 1938 durante la campagna di scavi condotta da Guido Calza all'interno del progetto per l'Esposizione universale di Roma, restaurato nel 1942, in seguito fu ulteriormente indagato tra il 1949 il 1953 dalla soprintendenza, e tra il 1997 e il 2001 dall'università tedesca di Augusta. La maggior parte della muratura appartiene alla fine del II secolo, probabilmente al regno di Commodo (180-192 d.C.) .
Al mercato, incentrato su un cortile interno, vi si accedeva direttamente da via del Pomerio, grazie a due ingressi larghi due metri che potevano essere chiusi con porte di legno, come testimoniano le soglie. Il cortile era raggiungibile anche da nord, dal decumano massimo, dove si trovava un ingresso monumentale, un portico con due colonne di granito.
La parte nord dell'edificio è costituita da negozi; alcuni sono dietro portici lungo il Decumano, dove erano installate le botteghe dei Pescivendoli (IV,V,1), e via del Pomerio, altri si affacciano sul cortile. A sud-ovest del cortile c'è una grande stanza, forse con una volta a botte, dove potrebbero essere stati conservati pesi e misure standard. A ovest del cortile c'è un profondo podio, che originariamente aveva un tetto. Era sostenuto da pilastri in mattoni addossati al muro di fondo e da sei colonne di marmo con capitelli corinzi addossate alla parte anteriore del podio.